# Sellos postales Art decó

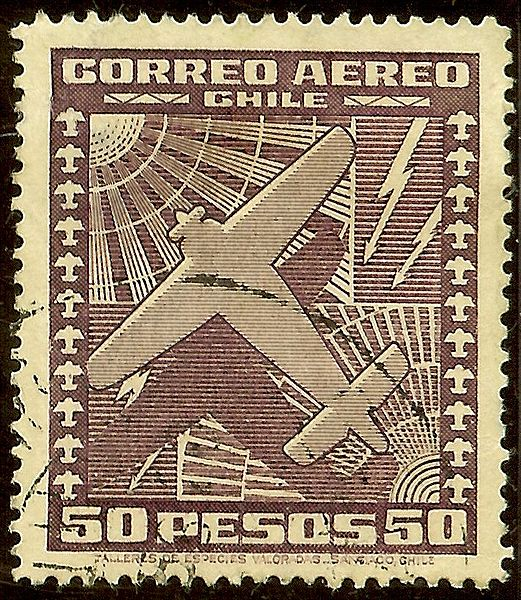
Sello de correo aéreo, 50 pesos. Chile, 1934

Los sellos postales Art decó son estampillas cuyos diseños corresponden a este estilo que eran la moda en años 1920 y 1930.
El estilo está marcado por formas geométricas, curvilíneas, de contornos rígidos, colores llenos y una fascinación por el maquinismo y la modernidad. 
Este estilo influyó la arquitectura contemporánea, mueblería, diseño industrial, libros y carteles. El Art deco fue nombrado por la Exposición internacional de las artes modernas industriales y decorativas (del francés: Exposition internationale des arts décoratifs et industriels modernes) en 1925. La exposición duró de abril a octubre de 1925 y mostró numerosos objetos en el estilo nuevo. Sin embargo, ejemplos del estilo, se encontraban ya en los inicios de los años veinte, por ejemplo, en "Timonel" de Francisco Eppens Helguera que aparece en el sello de México de 1940.
Uno de los temas recurrentes fue los medios de transporte y las máquinas, especialmente aeroplanos.
Hay estampillas de diversos países Francia, Países Bajos y diversos latinoamericanos incluyendo Brasil, Chile y México.

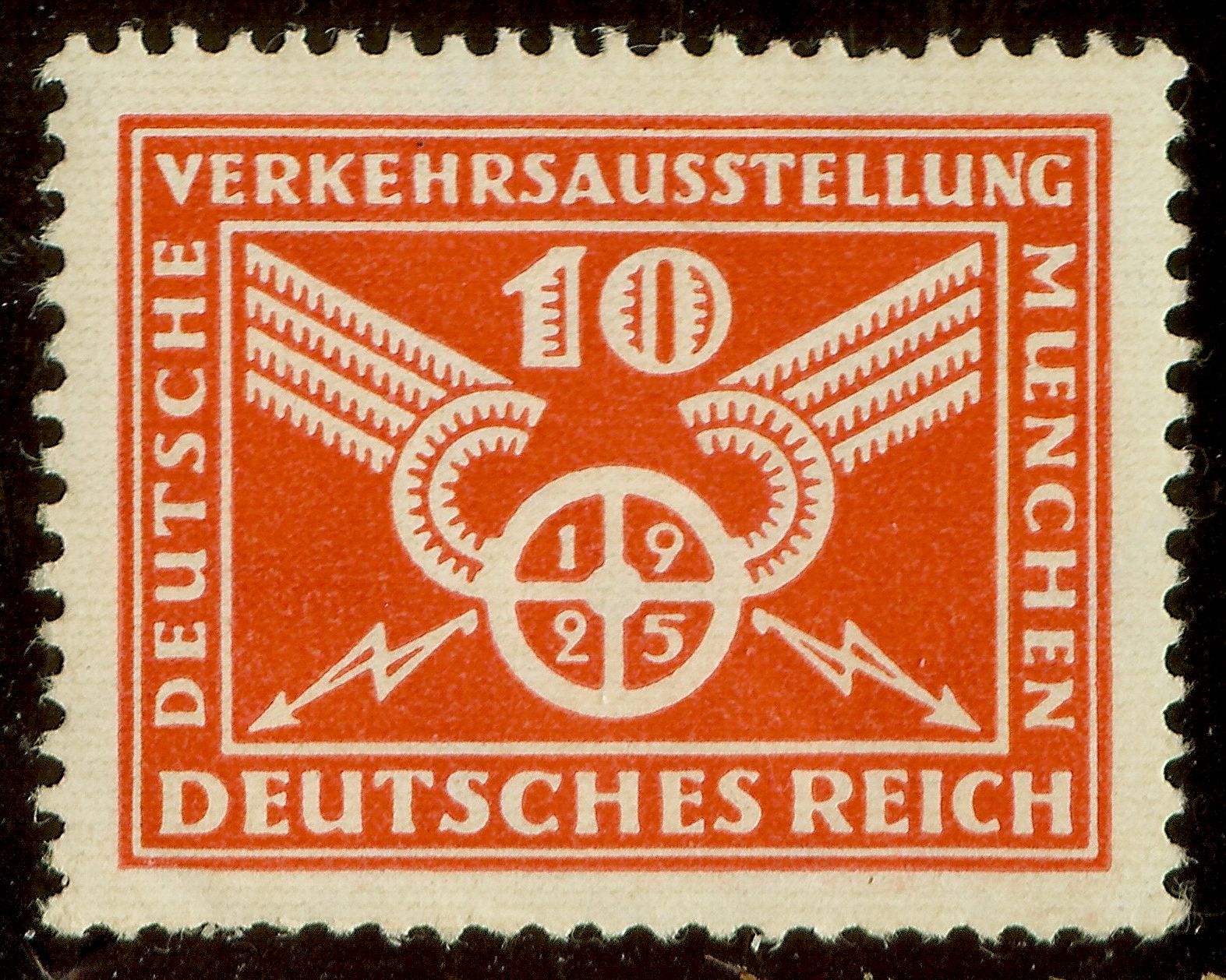
La rotonda del tránsito. Exposición del Tránsito. Sello conmemorativo de Alemania, 1925
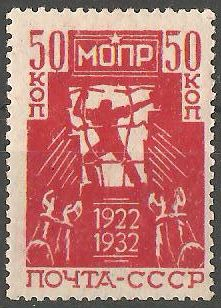
Socorro Rojo Internacional. URSS, 1932
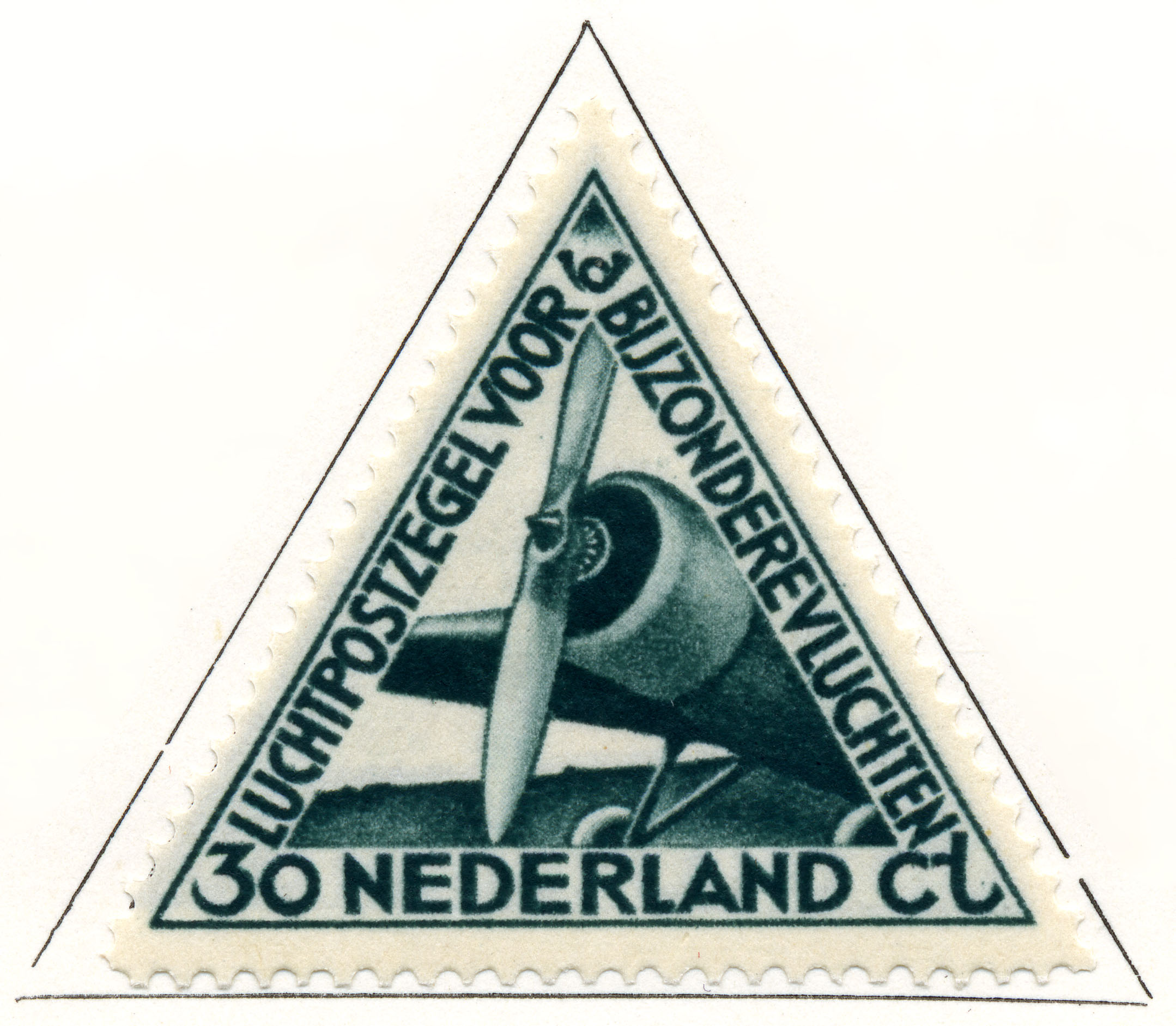
Fokker Pander.[1] Países Bajos, sello de correo aéreo, 1933
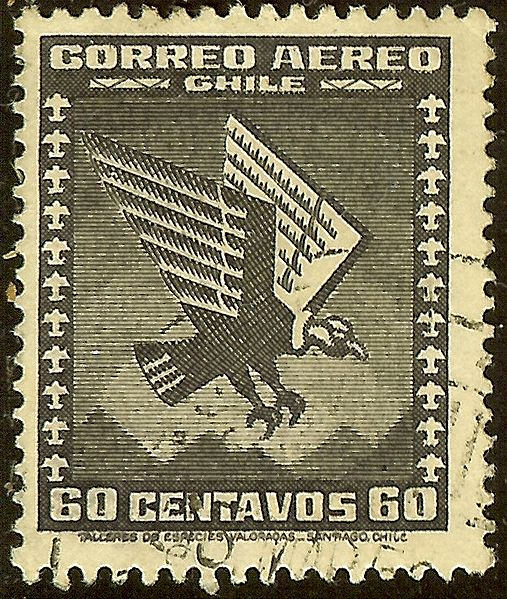
Condor. Sello de correo aéreo chileno, 1935, 60 centavos
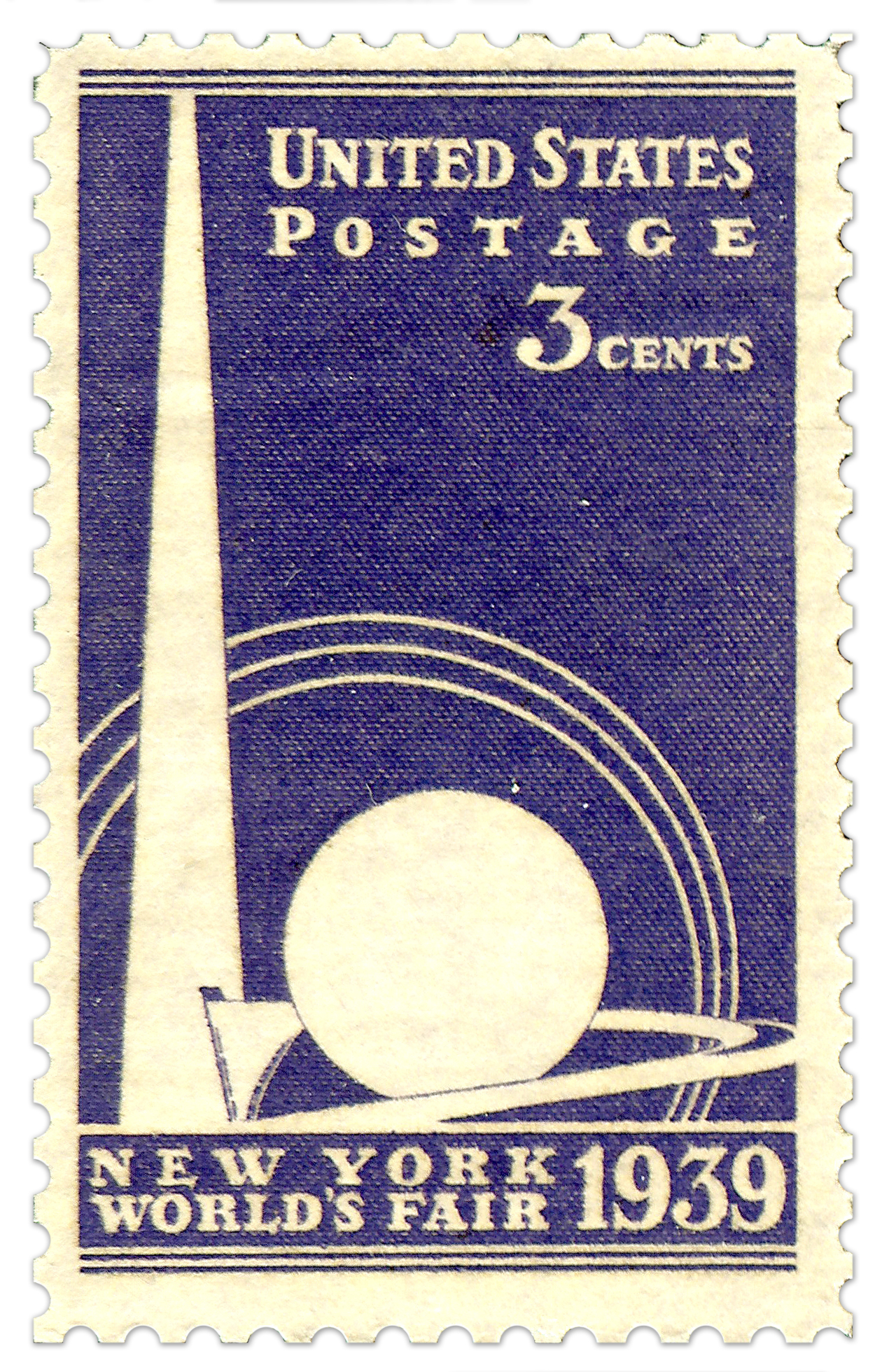
Trylon & Perisphere en la Exposición General de segunda categoría de Nueva York. Estados Unidos, 1939